# Dzwonnik z Notre Dame (film 1911)
Dzwonnik z Notre Dame (fr. Notre-Dame de Paris) – francuski film krótkometrażowy z 1911 roku w reżyserii Alberta Capellaniego. 